# Emilia (Santa)

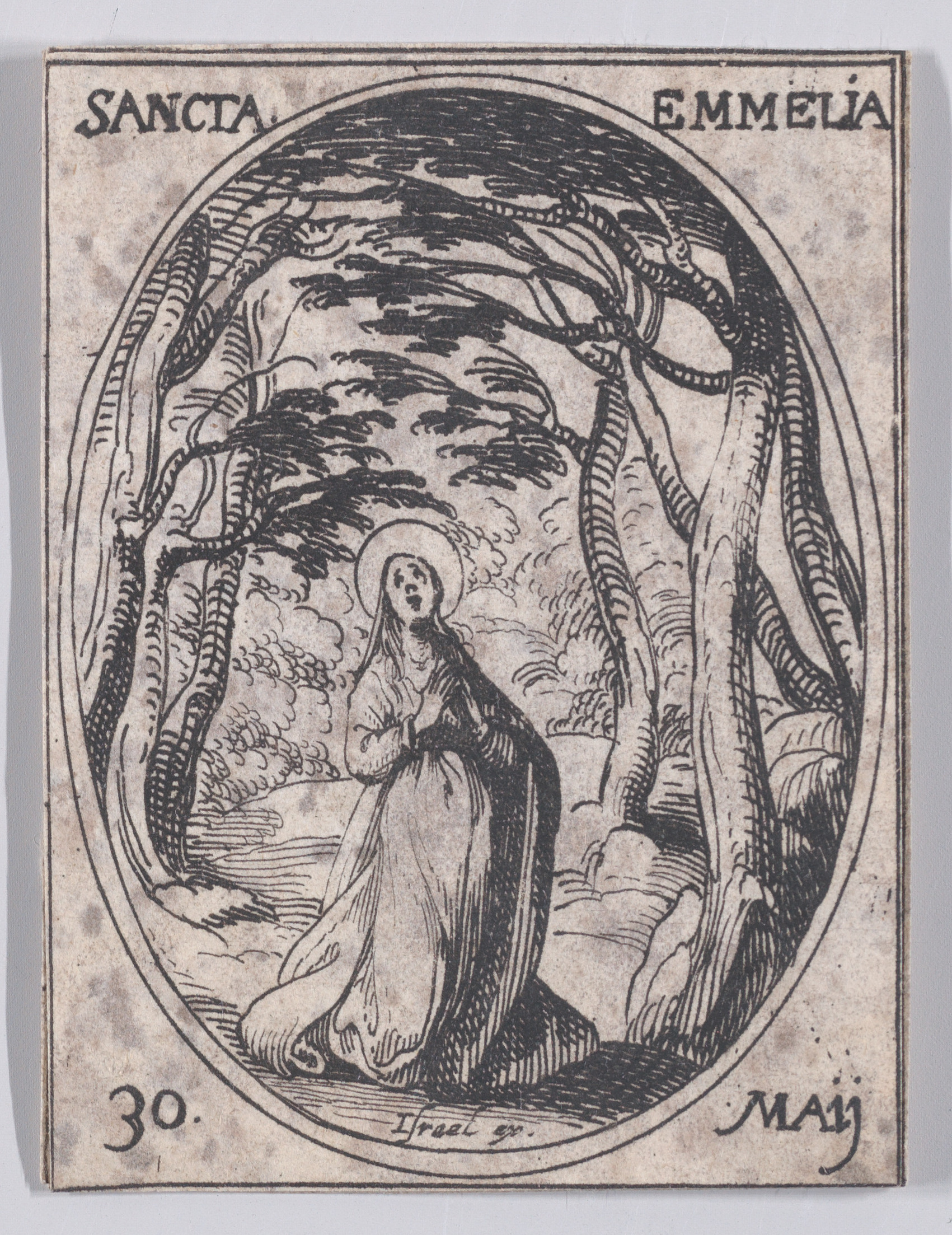
Santa Emilia

Santa Emilia de Cesárea (o Emmelia, en griego: Εμμέλεια) nació a fines del siglo III o a principios del siglo IV, un tiempo en el que el cristianismo se estaba extendiendo, lo que suponía un desafío para la Roma imperial pagana. Ella era la esposa de Basilio el Mayor, madre de nueve o diez hijos, [2] incluyendo Basilio de Cesárea (nacido alrededor de 330, Macrina la Joven, Pedro de Sebaste, Gregorio de Nisa y Naucracio.
Emilia es venerada como santa tanto en la Iglesia Ortodoxa Oriental como en la Iglesia Católica Romana y se dice que murió el 30 de mayo de 375. Sin embargo, ella no es la única mujer en su familia que es venerada como santa. Tanto su suegra, Macrina la Mayor, como sus hijas, Macrina la Joven y Teosebia son reconocidas como santas en la Iglesia Católica (no Teosebia) y la Iglesia Ortodoxa Oriental.
Emmelia pasó gran parte de sus últimos años viviendo con su hija mayor, Macrina la Joven. Macrina la Joven tuvo un profundo impacto en su madre. Emmelia y su hija vivieron una vida dedicada al cristianismo, rodeadas de sirvientes a quienes trataban como iguales como deseaba Macrina la Joven. Su forma de vida ascética atrajo a otras mujeres. Todas ellas convivieron en un ambiente cuasi conventual, donde la riqueza consistía en vivir un cristianismo puro y devoto, alejadas del materialismo de los placeres y posesiones terrenales.